# Цар-Симеоново
Цар-Симео́ново (болг. Цар Симеоново) — село у Видинській області Болгарії. Входить до складу общини Видин.

## Населення
За даними перепису населення 2011 року у селі проживали 118 осіб, з них 116 осіб (99,1%) — болгари.
Розподіл населення за віком у 2011 році:
Динаміка населення: